# Barrière Wellington
La barrière Wellington désigne une ligne de fortifications établie initialement dans le royaume uni des Pays-Bas, état-tampon créé en 1815 par le congrès de Vienne après la chute du Premier Empire français.
Elle tient son nom du duc de Wellington, militaire et aristocrate britannique, connu pour avoir fait partie des vainqueurs de la bataille de Waterloo contre Napoléon Bonaparte. En effet, le Royaume-Uni de Grande-Bretagne et d'Irlande fut l'instigateur de cette barrière de défense composée de citadelles et forteresses qui devaient protéger les Pays-Bas et la Prusse d'une potentielle nouvelle attaque française.

## Historique

### Genèse

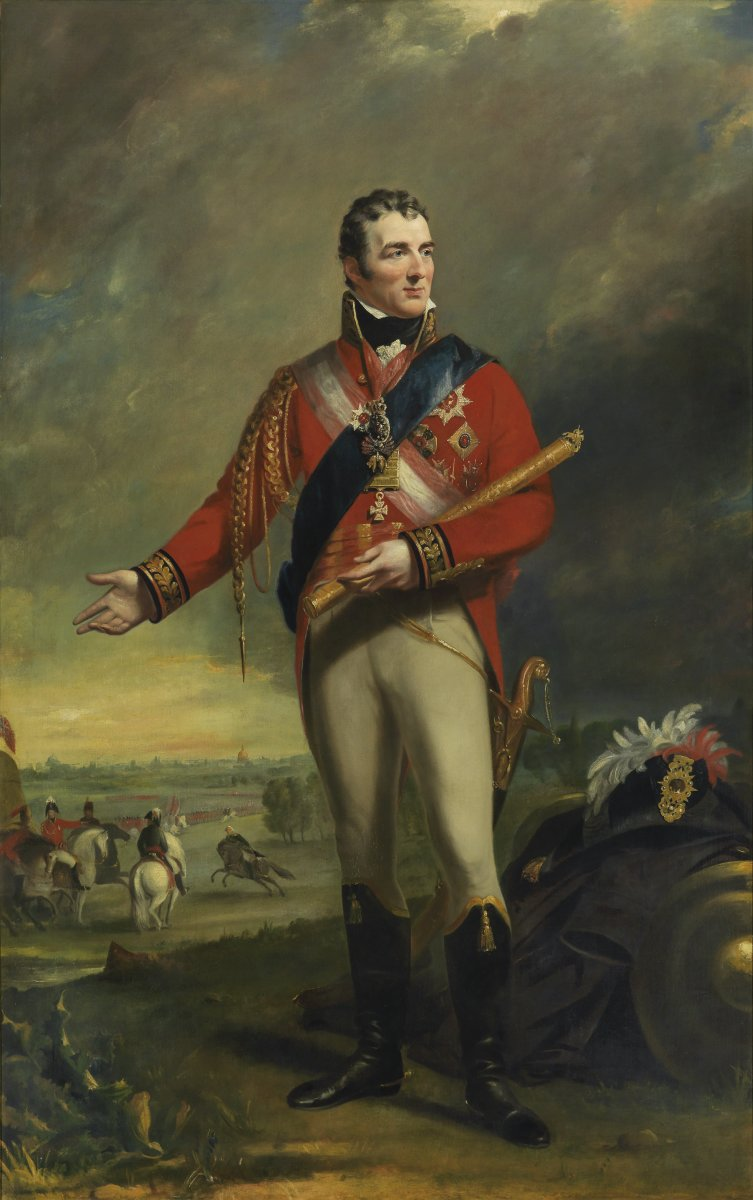
Le Duc de Wellington.

Un premier système défensif contre le royaume de France est érigé par la république des Provinces-Unies après la guerre de succession d’Espagne au début du XVIIIe siècle. Trois traité portent le nom de « traité de la barrière » : le traité de 1709, le traité de 1713 et, finalement, le traité de 1715 qui accorde aux Provinces-Unies le droit de créer et d’entretenir une ligne de forteresses face à la France, y compris dans les Pays-Bas autrichiens et dans lesquelles résideraient des garnisons néerlandaises. Le royaume de Grande-Bretagne est tout particulièrement favorable à ce projet, souhaitant éviter à tout prix que les Français ne contrôlent les ports et les villes d'Anvers, de Nieuport ou d'Ostende et que leur puissance sur le continent ne s'accroisse de trop. 
Ce dispositif montre ses limites quelques décennies plus tard lors de la guerre de succession d’Autriche et, en 1782, l'empereur Joseph II décide de mettre en vente toutes les forteresses, à l’exception de la citadelle d'Anvers, de la forteresse de Luxembourg et du fort Monterey de Gand. Cependant, la révolution brabançonne de 1787, puis Révolution française de 1789 et l'annexion à la Première République interrompent ce projet. Sous le Premier Empire, un décret du 1er vendémiaire an XII (24 septembre 1803) signé par Napoléon Bonaparte ordonne la suppression de toutes les places fortes belges, hormis Anvers, Gand, Luxembourg, Maastricht, Menin, Nieuport, Ostende, Tournai, Venlo et Ypres. 
Toutefois, après la chute de Napoléon, le congrès de Vienne, qui réunit les puissances européennes victorieuses, décide de créer un état-tampon entre la France et la Prusse et fonde le royaume uni des Pays-Bas avec, pour souverain, Guillaume Ier d'Orange-Nassau. Le 15 août 1814, le traité anglo-néerlandais de 1814 prévoit que le Royaume-Uni de Grande-Bretagne et d'Irlande contribuera aux dépenses destinées à augmenter et à fortifier une ligne de défense dans le royaume uni des Pays-Bas pour une somme initiale de deux millions de livres sterling. L'année suivante, le traité de Paris voit les puissances coalisées se réserver le droit d'élever des forteresses dans quelques pays limitrophes de la France, financées par une partie des indemnités imposées au nouveau royaume de Louis XVIII et s'élevant 700 millions de francs français. Le royaume uni des Pays-Bas en reçut 60 millions, qui furent ajoutés aux subsides britanniques et employés à la construction et à la réparation des trois lignes de forteresses, tel que prévu par le duc de Wellington.

### Construction
Les plans sont conçus par les ingénieurs du génie militaire des forces armées du royaume uni des Pays-Bas. Les travaux, quant à eux, sont réalisés par des entrepreneurs civils, sous le contrôle du service des fortifications, organisé en six directions territoriales et dirigé par le lieutenant-général Corneille Rodolphe Théodore Krayenhoff. Pour chaque fortification on trouve un ingénieur responsable du chantier assisté par plusieurs officiers du génie, des soldats chargés de maintenir l'ordre, ainsi qu'un dessinateur et d'un secrétaire civil. Les travaux débutent dès la publication d'un arrêté royal du 12 août 1816 autorisant la voie des adjudications publiques pour les ouvrages de fortification à exécuter dans les provinces méridionales. Ils sont sous le contrôle permanent et minutieux des britanniques, le duc de Wellington qui assure personnellement la supervision de l’œuvre et inspecte les travaux une fois par an. Pour ce faire, il est promu au grade de feld-maréchal de l'armée néerlandaise. 
En raison du coût élevé des expropriations, un nouvel arrêté royal parait le 25 août 1816 et stipule que l'ancienne loi française du 8 mars 1810 sur les expropriations pour cause d'utilité publique s'applique également à la construction des fortifications. Dans la mesure du possible, les expropriations doivent se faire à l'amiable et sont exécutées par les gouverneurs des provinces. Les nombreux procès qui en résultent entraînent des retards considérables.
En 1824, les plus gros travaux sont terminés. Certaines forteresses ne comportent qu'une citadelle, réparée ou reconstruite, comme à Dinant ou à Liège, là où d'autres sont bâties ex-nihilo, comme à Gand et à Huy. À Nieuport, l'ancien mur d'enceinte est démoli et de nouveaux remparts sont construits. À Ostende, les remparts et les forts existants ont été achevés et améliorés. À Anvers, cinq lunettes ont notamment été ajoutées à l'enceinte de la ville.

## Description
La barrière Wellington s’articulait sur trois lignes successives de citadelles, fortifications ou villes fortifiées plus ou moins parallèlement à la frontière entre la Belgique et la France :
- La première ligne, la plus méridionale et occidentale est la plus proche de la frontière française. On y trouve des forteresses ouvrages allant de Nieuport à Liège et passant par Menin, Tournai ou encore Charleroi, avec deux postes avancés qu'étaient les enceintes de Mariembourg et de Philippeville.
- La deuxième ligne longe le canal Bruges-Ostende et le canal Bruges-Gand, puis coure jusqu'à la forteresse de Maastricht en passant par la position fortifiée d'Anvers. Plusieurs fortifications ne seront jamais érigées sur cette ligne, comme Aarschot ou Hasselt.
- La troisième ligne est aujourd'hui située dans les Pays-Bas et partait de l'embouchure de l'Escaut à Flessingue (Zélande) jusqu'à la forteresse de Venlo, dans le Limbourg, près de la frontière prussienne. Elle passe entre autres par Berg-op-Zoom, Breda et  Bois-le-Duc.

La barrière permettait également de protéger les deux axes de communication majeurs qu'étaient les fleuves de l'Escaut et de la Meuse, les rivières navigables étant des voies de prédilection pour le transport des troupes et leur ravitaillement, avant l'avènement du chemin de fer.

### Les forteresses
Voici la liste des forteresses composant les trois lignes de défense par ordre alphabétique des villes où elles se situent : 
| Ligne   | Nom de l'ouvrage               | Commune                      | Pays actuel | Province actuelle               | Début des travaux | Date d'achèvement | État actuel      | Image |
| ------- | ------------------------------ | ---------------------------- | ----------- | ------------------------------- | ----------------- | ----------------- | ---------------- | ----- |
| Ligne 2 | Fortifications d'Aarschot      | Aarschot                     | Belgique    | Province de Brabant             |                   |                   |                  |       |
| Ligne 2 | Citadelle d'Anvers             | Anvers                       | Belgique    | Province d'Anvers               |                   |                   | Rasée            |       |
| Ligne 2 | Fort Lillo                     | Anvers                       | Belgique    | Province d'Anvers               |                   |                   | Vestiges         |       |
| Ligne 2 | Fort Saint-Philippe (nl)       | Anvers                       | Belgique    | Province d'Anvers               |                   |                   | Vestiges         |       |
| Ligne 1 | Enceinte d'Ath                 | Ath                          | Belgique    | Province de Hainaut             |                   |                   | Vestiges         |       |
| Ligne 2 | Kezelfort (nl)                 | Audenarde                    | Belgique    | Province de Flandre-Orientale   | 1822              | 1824              | Vestiges         |       |
| Ligne 2 | Fort Liefkenshoek              | Beveren-Kruibeke-Zwijndrecht | Belgique    | Province de Flandre-Orientale   |                   |                   | Vestiges         |       |
| Ligne 2 | Fortifications de Berg-op-Zoom | Berg-op-Zoom                 | Pays-Bas    | Brabant-Septentrional           |                   |                   |                  |       |
| Ligne 3 | Forteresse de Bois-le-Duc (nl) | Bois-le-Duc                  | Pays-Bas    | Brabant-Septentrional           |                   |                   | Vestiges         |       |
| Ligne 3 | Forteresse de Bréda            | Bréda                        | Pays-Bas    | Brabant-Septentrional           |                   |                   | Vestiges         |       |
| Ligne 3 | Fort de Breskens (nl)          | Breskens                     | Pays-Bas    | Zélande                         |                   |                   |                  |       |
| Ligne 1 | Forteresse de Charleroi        | Charleroi                    | Belgique    | Province de Hainaut             | 3 septembre 1816  |                   | Vestiges         |       |
| Ligne 1 | Enceinte de Mariembourg        | Couvin                       | Belgique    | Province de Namur               |                   |                   |                  |       |
| Ligne 2 | Citadelle de Diest (nl)        | Diest                        | Belgique    | Province de Brabant             |                   |                   | Lieu touristique |       |
| Ligne 1 | Citadelle de Dinant            | Dinant                       | Belgique    | Province de Namur               | 1818              | 1820              | Lieu touristique |       |
| Ligne 3 | Fort de Flessingue (nl)        | Flessingue                   | Pays-Bas    | Zélande                         |                   |                   | Lieu touristique |       |
| Ligne 2 | Citadelle de Gand              | Gand                         | Belgique    | Province de Flandre-Orientale   | 27 mai 1822       |                   | Vestiges         |       |
| Ligne 3 | Citadelle de Grave             | Grave                        | Pays-Bas    | Brabant-Septentrional           |                   |                   | Vestiges         |       |
| Ligne 2 | Enceinte d'Hasselt (nl)        | Hasselt                      | Belgique    | Province de Limbourg            |                   |                   |                  |       |
| Ligne 1 | Fort de Huy                    | Huy                          | Belgique    | Province de Liège               | 6 avril 1818      | 1823              | Lieu touristique |       |
| Ligne 1 | Citadelle de Liège             | Liège                        | Belgique    | Province de Liège               |                   |                   |                  |       |
| Ligne 1 | Fort de la Chartreuse          | Liège                        | Belgique    | Province de Liège               | 1817              | 1823              | Ruines           |       |
| Ligne 2 | Forteresse de Maastricht       | Maastricht                   | Pays-Bas    | Limbourg                        |                   |                   | Vestiges         |       |
| Ligne 2 | Enceinte de Malines (nl)       | Malines                      | Belgique    | Province d'Anvers               |                   |                   | Vestiges         |       |
| Ligne 1 | Enceinte de Menin              | Menin                        | Belgique    | Province de Flandre-Occidentale | 1817              |                   | Vestiges         |       |
| Ligne 1 | Forteresse de Mons             | Mons                         | Belgique    | Province de Hainaut             | 1817              | 1822              | Vestiges         |       |
| Ligne 1 | Citadelle de Namur             | Namur                        | Belgique    | Province de Namur               |                   |                   | Lieu touristique |       |
| Ligne 1 | Forteresse de Nieuport         | Nieuport                     | Belgique    | Province de Flandre-Occidentale |                   |                   | Rasée            |       |
| Ligne 2 | Citadelle d'Ostende            | Ostende                      | Belgique    | Province de Flandre-Occidentale |                   |                   | Vestiges         |       |
| Ligne 1 | Enceinte de Philippeville      | Philippeville                | Belgique    | Province de Namur               |                   |                   |                  |       |
| Ligne 2 | Forteresse de Termonde         | Termonde                     | Belgique    | Province de Flandre-Orientale   |                   |                   | Vestiges         |       |
| Ligne 1 | Enceinte de Tournai            | Tournai                      | Belgique    | Province de Hainaut             |                   |                   | Ruines           |       |
| Ligne 3 | Forteresse de Venlo            | Venlo                        | Pays-Bas    | Limbourg                        |                   |                   | Ruines           |       |
| Ligne 1 | Forteresse d'Ypres             | Ypres                        | Belgique    | Province de Flandre-Occidentale |                   |                   | Vestiges         |       |

## Le Luxembourg et la frontière sud

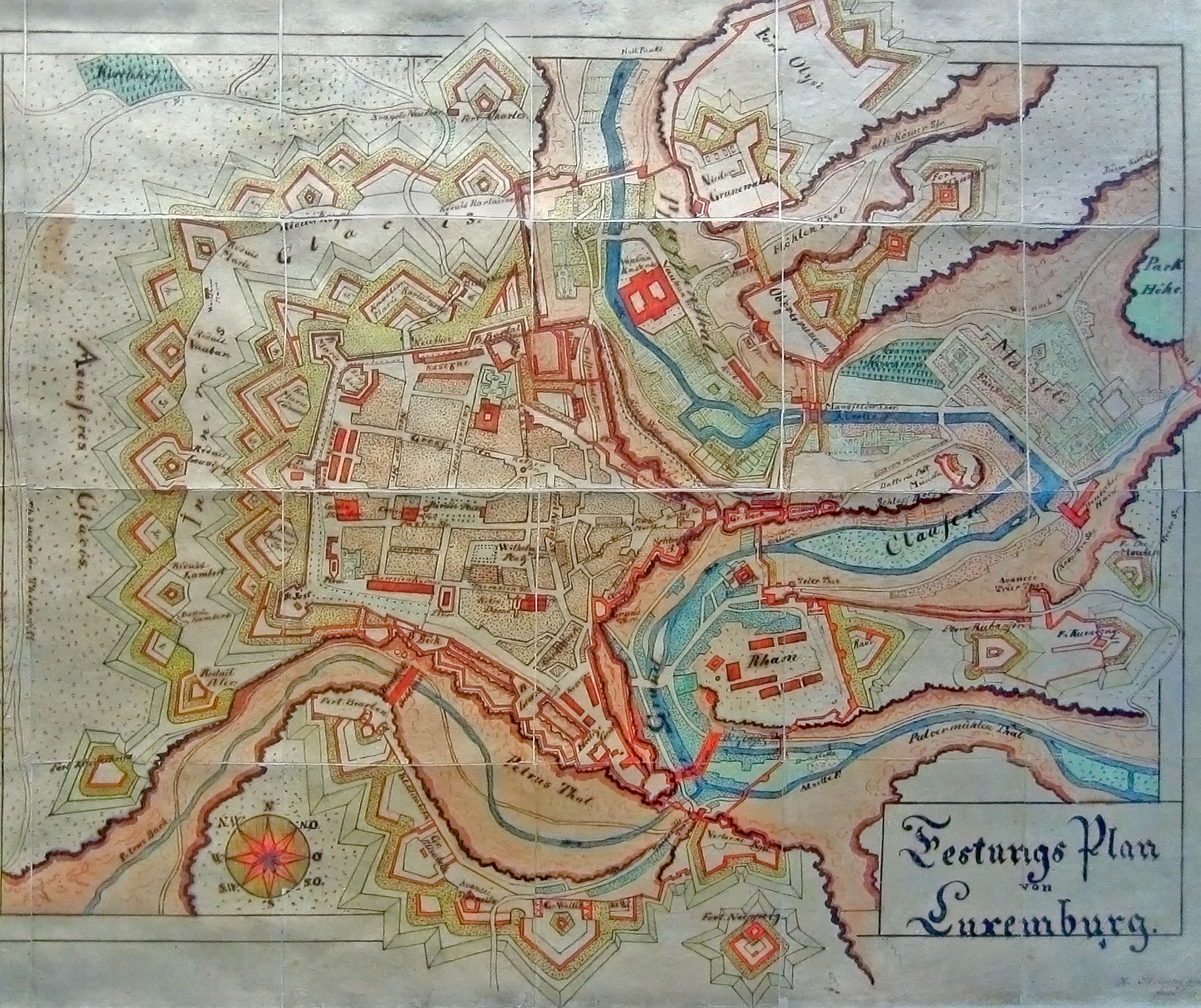
La puissante forteresse de Luxembourg protégeait la frontière sud grâce à une garnison de l'armée prussienne.

En 1815, le congrès de Vienne octroie le Grand-duché de Luxembourg à titre privé et héréditaire à Guillaume Ier d'Orange-Nassau, qui en devient le premier grand-duc tout en étant à la fois le souverain du royaume uni des Pays-Bas, créant une situation d'union personnelle entre les deux territoires. Toutefois, bien que Guillaume considérait le Luxembourg comme la dix-huitième province de son royaume, celui-ci était également rattaché à la confédération germanique, ce qui explique pourquoi la partie sud de l'actuelle frontière entre la Belgique et la France n'était pas incluse dans la barrière. A titre d’exemple, la convention de Francfort, signée le 8 novembre 1816 octroyait à la Prusse le droit de garnison de son armée dans la puissante forteresse de Luxembourg, dirigée par le général prussien Frédéric Dumoulin. Il fallut attendre une convention signée le 28 juillet 1825 pour que Luxembourg soit remis à la confédération germanique et que les frais courants d'entretien et de fonctionnement des fortifications basculent du royaume uni des Pays-Bas à la confédération, fixant la dotation courante pour la forteresse Luxembourg à 38 888 florins néerlandais et 39kr..
Plus tard, une 18e afdeeling de l'armée du royaume uni des Pays-Bas fut créée en 1829 afin de placer deux bataillons dans le Luxembourg : l'un à Arlon et l'autre dans le château de Bouillon.

## Conflits

### Plans d'invasion
Le 15 novembre 1818, à l'occasion  du congrès d’Aix-la-Chapelle, un protocole militaire secret est établi entre le royaume uni des Pays-Bas et les membres de la Quadruple Alliance, soit l'Autriche, le Royaume-Uni de Grande-Bretagne et d'Irlande, la Prusse et la Russie. Il prévoit qu’aussitôt le casus fœderis déclaré, les forts soient occupés par les Britanniques et les Prussiens en plus des garnisons des forces armées du royaume uni des Pays-Bas. Les Britanniques occuperaient  Nieuport, Ostende, Ypres et les forteresses situées sur l’Escaut, soit Audenarde, Gand et Termonde à l’exception de la citadelle de Tournai et de la position fortifiée d'Anvers. Les troupes prussiennes, quant à elles, occuperaient les citadelles de Dinant, Huy, Namur ainsi que les places de Charleroi, Mariembourg et de Philippeville. Les troupes néerlandaise, doivent occuper en première ligne Ath, Bouillon, Liège (citadelle et fort de la Chartreuse), Menin, Mons et Tournai et, en deuxième ligne les places d’Anvers et de Maastricht.
Outre l’occupation des forteresses, le protocole secret d’Aix-la-Chapelle règle les détails de la formation de l’armée alliée. Celle-ci sera divisée en trois corps d'armée : 
- un corps sur le flanc droit, composé des forces armées britanniques, du Royaume de Hanovre et des troupes néerlandaises à Bruxelles.
- un corps au centre composé des troupes de l'armée prussienne sur la Sarre.
- un corps sur le flanc gauche rassemblant les troupes d'Autriche, du Grand-duché de Bade, de Royaume de Bavière et du Wurtemberg sur le Haut Rhin.

### Révolution belge

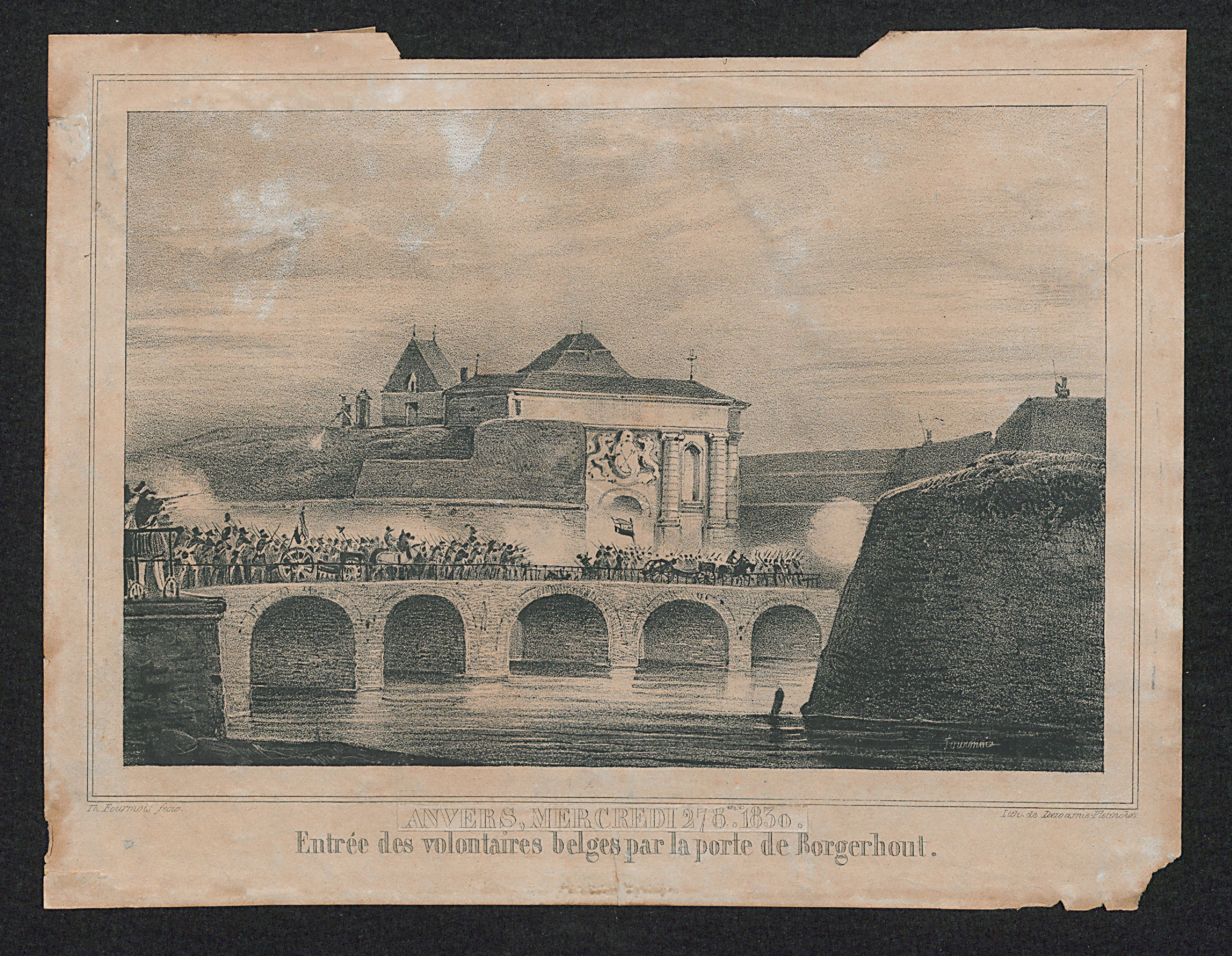
Entrée des volontaires de la révolution belge de 1830 dans la citadelle d'Anvers le 27 octobre lors des combats d'Anvers.

La révolution belge débute avec l'insurrection de 1830 dans les Pays-Bas méridionaux. La population des provinces du Sud se révolte contre le régime « hollandais »  du roi Guillaume Ier et finit par proclamer l'indépendance de la Belgique du royaume uni des Pays-Bas le 4 octobre 1830. Les différentes places-fortes abritent alors des garnisons de l'armée néerlandaise dont les officiers sont majoritairement « hollandais » mais dont la plupart des soldats sont « belges ». Ceux-ci se mutinent et désertent dans un grand nombre de forteresses qui capitulent, certaines même sans combattre, comme le fort de Huy qui est l'un des premiers à tomber, pris par la garde bourgeoise de la ville dès le 7 septembre 1830. 
Après avoir chassé l'armée de Bruxelles lors des Journées de Septembre, les volontaires de la révolution belge de 1830 forment petit à petit la nouvelle armée belge et la guerre belgo-néerlandaise débute. Elle est, entre autres, marquée par le siège de plusieurs citadelles, dont celui de la citadelle de Liège, le Siège de Venlo (1830) (nl) ou le Blocus de Maastricht (1830-1833) (nl). Seules les citadelles d'Anvers et de Maastricht demeurent aux mains des Néerlandais. La première sera assiégée fin 1832 par un corps expéditionnaire français tandis que la seconde demeurera néerlandaise après la scission du Limbourg par le traité des XXVII articles du 19 avril 1839.

## Démantèlement progressif
Après avoir reconnu l'indépendance de la Belgique, l'empire d'Autriche, la France et le Royaume-Uni de Grande-Bretagne et d'Irlande signèrent avec le jeune royaume la convention des forteresses le 14 décembre 1831. Son article 1er ordonnait la démolition des places d'Ath, de Mariembourg, de Menin, de Mons et de Philippeville, tandis que dans l'article 4, le roi des Belges s'engageait à maintenir en bon état les autres forteresses construites depuis 1815.